# Distretto di Yubei
Il distretto di Yubei (cinese semplificato: 渝北区; cinese tradizionale: 渝北區; mandarino pinyin: Yúběi Qū) è un distretto di Chongqing. Ha una superficie di 1.452 km² e una popolazione di 976.200 abitanti al 2009.
nel distretto Happy si trova Valley Chongqing parco divertimenti